# Salvador Dalí
Salvador Felip Jacint Dalí Domènech ali Salvador Felipe Jacinto Dalí Domènech, markiz Pubolski,  španski umetnik, * 11. maj 1904, Figueres, Katalonija, Španija, † 23. januar 1989.
Salvador Felipe Jacinto Dalí Domènech, markiz Pubolski, krščen kot Salvador Felip Jacint Dalí Domènech, bolj poznan pod imenom Salvador Dalí, je bil španski (katalonski) umetnik in eden najpomembnejših slikarjev 20. stoletja. Bil je izurjen risar, najbolj znan po udarnih, bizarnih in čudovitih slikah in ostalih umetniški delih nadrealistične usmeritve. Njegove slikarske sposobnosti pogosto pripisujejo vplivu renesančnih mojstrov. Njegovo najbolj znano delo, Vztrajnost spomina, je bilo dokončano leta 1931. Salvadorjev umetniški repertoar vključuje prav tako film, kiparstvo in fotografijo. Sodeloval je tudi z Waltom Disneyjem pri risanki Destino, ki jo je nagradila tudi Akademija, bila pa je realizirana šele posmrtno leta 2003. Rojen v Kataloniji, v Španiji, je vztrajal, da ima arabske korenine in trdil, da so bili njegovi predniki Mavri, ki so naselili Španijo v letu 711 in da ima od tukaj svoje značilnosti: »moja ljubezen do vsega, kar je privlačno in ekscesno, moja strast po razkošju in moja ljubezen do orientalskih oblek.«  Splošno znan kot zelo domiseln, je imel Dalí močno sposobnost delati nenavadne stvari, da je z njimi kakorkoli že pritegnil pozornost nase. To je včasih jezilo tako tiste, ki so ljubili njegovo umetnost, kot tudi njegove kritike, kajti njegove ekscentrične navade so včasih pritegnile več pozornosti javnosti kot njegovo umetniško delo. Ta domnevno načrtna razvpitost je privedla do široke prepoznavnosti pri ljudeh in mnogih nakupov njegovih del s strani ljudi različnih strok.

## Življenjepis

### Mladost
Dalí je bil rojen 11. maja 1904, ob 8.45 po lokalnem času  v mestu Figueres, v okrožju Empordà v Kataloniji, blizu špansko-francoske meje. Dalíjev starejši brat, prav tako imenovan Salvador (rojen 12. oktobra 1901), je umrl devet mesecev prej, 1. avgusta 1903. Njegov oče, Salvador Dalí i Cusí, je bil srednjerazredni odvetnik in notar, ki je svoj striktno disciplinarni vpliv posredoval preko žene in gospodinje Felipe Domenech Ferres, ki je kmalu opazila nadarjenost svojega sina. 
Ko je bilo Dalíju pet let, so ga odpeljali h grobu njegovega brata in starša sta mu povedala, da je bil sam bratova reinkarnacija, kar je začel Dalí kmalu verjeti. O svojem bratu je Dalí povedal slednje: »...midva sva podobna drug drugemu kot dve kaplji vode, vendar pa imava različen odsev.On je bil najbrž prva verzija mene samega, toda preveč prepričan v absolutno.« 
Dalí je imel tudi sestro Ano Marío, ki je bila tri leta mlajša od njega. Leta 1949 je izdala knjigo o svojem bratu z naslovom: »Dalí kot ga vidi njegova sestra«  (ni slovenskega prevoda). Njegova prijatelja iz otroštva sta bila med drugim tudi kasnejša nogometaša FC Barcelone, Sagibarbá in Josep Samitier. Med počitnicami so skupaj igrali nogomet v katalonski vasici Cadaqués. Dalí je obiskoval risarsko šolo. Poleti 1916 je Dalí med bivanjem v Cadaquésu raziskoval moderno umetnost skupaj z družino Ramona Pichota, lokalnega umetnika, ki je pogosto obiskoval Pariz. Naslednje leto je Dalíjev oče organiziral razstavo njegovih risb z ogljem v njihovi domači hiši. Prvo javno razstavo je imel v krajevnem gledališču v Figueresu leta 1919 .
Leta 1921 je Dalíjeva mati umrla za posledicami raka na dojki, ko mu je bilo šestnajst let. Dali je o njej dejal: »njena smrt je bila največji udarec, ki sem ga doživel v svojem življenju. Častil sem jo ... nisem se mogel sprijazniti z izgubo bitja, na katerega sem računal, da bo naredilo neviden in neizogiben pečat na moji duši.«  Po njeni smrti se je Dalíjev oče poročil s sestro svoje pokojne žene. Dalí očetu te poroke ni zameril, kakor mnogi mislijo, saj je do svoje tete gojil veliko ljubezen in spoštovanje.

### Madrid in Pariz
Leta 1922 se je Dalí preselil v nekakšen študentski dom z imenom Residencia de estudiantes v Madrid, kjer je študiral na šoli Svetega Fernanda lepih umetnosti. Dalí, 1,72 metra visok dandy, je takoj pritegnil pozornost kot ekscentrik, ki je nosil dolge lase in brke ter obleko, hlače in kolenčnike v modnem stilu iz enega stoletja pred njegovim. Vendar pa so njegove slike, v katerih je eksperimentiral s kubizmom, pritegnile največ pozornosti njegovih študentskih prijateljev na šoli. V teh zgodnjih kubističnih delih verjetno še ni povsem razumel tega gibanja, kajti edine informacije, ki jih je uspel dobiti o kubizmu, je črpal iz peščice člankov v revijah in kataloga, ki mu ga je podaril Pichot, poleg tega pa tudi v Madridu tisti čas še ni bilo kubističnih umetnikov.
Dalí je tako tudi eksperimentiral z dado, ki nalahno preveva njegovo delo tekom njegovega življenja. V času šolanja je postal tudi tesen prijatelj s pesnikom Federicom Garcío Lorco; s katerim sta bila najverjetneje tudi intimna prijatelja, in s filmarjem Luisom Buñuelom.
Dalí je izstopil iz akademije leta 1926 malo pred zaključnimi izpiti, ko je prišel do zaključka, da niti eden od učiteljev na fakulteti ni toliko usposobljen oziroma zmožen, da bi ga presegal in da bi ga kot tak na izpitih lahko izprašal. Njegove  velike slikarske sposobnosti, kot že omenjeno, so zelo dobro dokumentirane v bolj ali manj realistični sliki Košara s kruhom, ki jo je naslikal leta 1926  Arhivirano 2010-08-27 na Wayback Machine.. Istega leta je prvič obiskal Pariz, kjer je srečal Pabla Picassa, ki ga je pričakoval, saj je o mladem Dalíju slišal veličastne stvari prek Joana Mirója. Dalí je naredil veliko število del pod močnimi vplivi Picassa in Mirója naslednjih nekaj let, preden je postavil povsem svoj, nov stil.
Nekateri trendi v Dalíjevem delu, ki so se kasneje nadaljevali skozi vso njegovo življenje, so bili že opazni in evidentirani v dvajsetih letih 20. stoletja. Dalí je vsrkaval vplive vseh stilov v umetnosti, ki jih je lahko našel, da je lahko nato produciral dela, ki so variirala od povsem akademsko klasičnih do zadnjih konic avantgarde, in ki jih je včasih razporedil skozi več del, včasih pa kombiniral v enem samem. Razstave njegovih del v Barceloni so pritegnile veliko pozornosti, mešanico novih pojmov in številne mešane debate kritikov.
Dalí si je pustil rasti dolge zavite brke, ki so postale njegova ikona; to je bila posledica vpliva španskega slikarja iz 17. stoletja, Diega Velázqueza.

### Od 1929 do druge svetovne vojne
Leta 1929 je Dalí sodeloval z nadrealističnim filmskim režiserjem Luísom Buñuelom v kratkem filmu Un chien Andalou ali Andaluzijski pes). Istega leta je prav tako srečal svojo doživljenjsko muzo, inspiracijo in kasnejšo ženo, Galo, katere pravo ime je bilo Helena Dimitrievna Deluvina Diakonova. Gala je bila ruska imigrantka, od Dalíja starejša celo celih enajst let in je bila v tem času še poročena z nadrealističnim pesnikom Paulom Éluardom. V istem letu je imel Dalí številne pomembne profesionalne razstave in se je velikokrat pridružil surrealistični skupini na montparnaški četrti v Parizu (čeprav je njegovo delo kazalo močan vpliv nadrealizma že kaki dve leti pred tem). Dalí in Gala, ki sta skupaj živela od leta 1929, sta se prvič poročila v letu 1934 samo civilno, leta 1958 pa še cerkveno.
Surrealisti so poveličevali to, kar je Dalí imenoval paranoično-kritična metoda, ker naj bi pripomogla k večji umetniški kreativnosti.
V letu 1931 je Dalí naslikal oziroma dokončal eno svojih najpomembnejših in znanih del, Vztrajnost spomina, včasih tudi imenovano mehke ali stopljene ure. Delo predstavi vso  nadrealistično umetnost v mehki, stopljeni žepni uri. Generalna interpretacija dela pa je, da mehke ure prikazujejo vzdušje takratnega časa, ki naj bi bilo rigidno in determinirano, in ta občutek se da občutiti tudi v drugih detajlih slike, vključujoč mravlje in muhe, ki gomazijo čez ostale ure. Na sliki med drugim opazimo tudi obalo, ki se nekako ponavlja še v številnih drugih slikah, ospredje slike pa tvori kot v nekako cunjo raztegnjena glava, ki ima značilne dalijevske zavite brke.
Postal je prijatelj z zgodovinarjem in znanstvenikom Alexandrom Deulofeujem, ki je bil prav tako rojen v Empordi kot on sam. Dalíja je predstavil Ameriki prekupčevalec z umetninami Julian Levy, leta 1934, razstava njegovih del (vključno z Vztrajnostjo) pa je v New Yorku takoj sprožila senzacijo. Social Register listees je njemu v čast organiziral poseben banket, imenovan Dali Ball. Nanj je prišel s stekleno škatlico, ki jo je nosil na prsih, v njej pa je bil nedrček.
Ob sliki, ki jo je naslovil Sanje, ki jih je povzročilo letenje čebele okrog granatnega jabolka sekundo pred prebujenjem (1944) je Dalí povedal: »Brenčanje čebele je povzročilo, da bo ost samostrela zbudila Galo« .

Leta 1936 je Dalí sodeloval na Londonski mednarodni razstavi nadrealistov (London International Surrealist Exhibition). Njegova teorija, imenovana Fantomes paranoiaques authentiques je bila predstavljena  tako, da je umetnik ves čas nosil potapljaško obleko . Ob prihodu je v rokah nosil biljardno palico in vodil na povodcu dva ruska volčjaka, moral pa je imeti čelado deloma odprto zaradi zadihanosti. Njegov komentar na to je bil: »Hotel sem samo pokazati, da sem se zelo poglobil v človeški um.« 
Ko je prišel v Španiji na oblast Francisco Franco v času španske državljanske vojne, je bil Dalí eden od redkih španskih intelektualcev, ki so nasprotovali novemu režimu. Ob tem je Dalí izjavil: »Le surréalisme, c'est moi« . André Breton je naredil anagram »avida dollars« (za Dalíja), ki se bolj ali manj prevaja kot »eager for dollars« , s katerim je navezoval na Dalíja po obdobju njegovega izgona, nadrealisti od tega časa naprej govorijo o slikarju v pretekliku, kakor da bi bil mrtev.
Ko se je v Evropi začela 2. svetovna vojna, sta Gala in Dalí leta 1940 emigrirala v Združene države Amerike, kjer sta nato živela osem let. Leta 1942 je izdal svojo avtobiografijo Skrivno življenje Salvadorja Dalija (angleško The Secret Life of Salvador Dalí).

### Pozna leta v Kataloniji
Z letom 1949 je Dalí spet pričel živeti v svoji ljubljeni Kataloniji. Dejstvo, da se je odločil spet živeti v Španiji, je bilo, da je bil Francov režim kritiziran s strani mnogih umetnikov ter naprednjakov. Prav tako so kasnejša Dalíjeva dela imela več opraviti s politiko kot s tistim, o čemer je pričal njihov naslov. 
V letu 1959 je André Breton organiziral razstavo z naslovom »Poklon nadrealizmu« (Homage to Surrealism), proslavo četrte obletnice nadrealizma, ki je vključevala dela Salvadorja Dalíja, Joana Mirója , Enriqueja Tábare in Eugenia Granelle. Breton se je vehementno uprl, da bi se razstavilo v naslednjem letu na »Internacinalni razstavi surrealistov« v New Yorku Dalíjevo delo Sikstinska Madona.
V kasnejših letih svoje kariere se Dalí ni posvečal toliko samemu slikanju, kot eksperimentiranju z mnogimi nevsakdanjimi in novimi tehnikami ter mediji. Ustvarjal je okrogla dela in je bil eden prvih umetnikov, ki je predstavil heliografijo v umetnostnem smislu – kot umetnostno tehniko (s tem je prispeval k razmišljanju, da je tudi fotografija umetniška, ne zgolj tehniška stroka). Veliko njegovih del vključuje optične iluzije. V njegovih poznih letih so ga številni mladi umetniki kot je bil npr. Andy Warhol priznavali kot pomembnega predhodnika in njegov vpliv na pop art . 
Dalí je prav tako kazal veliko zanimanje za naravoslovje in matematiko. To se kaže v njegovih številnih delih, predvsem v petdesetih letih 20. stoletja, ko je svoje predmete kot kompozicije iz nosorogovih oklov, ki so pomenili božansko geometrijo (ko nosorogov okel raste skladno z logaritmično spiralo) ter čistost (ko je  Dalí postavil nosorogove okle okrog Device Marije). Prav tako se je Dalí navduševal nad DNK in hiperkocko; štiridimenzionalna kocka je vključena v njegovi sliki Križanje - Crucifixion (Corpus Hypercubus).
Leta 1960 je Dalí pričel graditi na načrtih Dalíjevega gledališča in muzeja v svojem domačem mestu v Figueresu; to je bil največji samostojni projekt in glavni predmet, kateremu je posvečal vso svojo energijo do leta 1974. Nadaljeval je s svojimi prispevki do sredine 80-tih let. v letu 1968 je tako posnel reklamo za tovarno čokolade Lanvin (Lanvin chocolates)  in poleg tega še našel čas in oblikoval logo za lizike Chupa Chups leta 1969 . Bil je odgovoren za celostno podobo Evrovizije v Teatru Real v Madridu leta 1969, za katerega je ustvaril ogromno kovinsko skulpturo, ki je stala na odru dvorane. 
Leta 1982 je španski kralj Juan Carlos I. podelil Dalíju naslov markiza Pubolskega, za katerega mu je Dalí kasneje plačal z risbo Glava Evrope (ki je najverjetneje njegova zadnja risba), ko ga je kralj obiskal na njegovi smrtni postelji.
Gala je preminila 10. junija 1982. Po njeni smrti je Dalí povsem izgubil voljo do življenja. Začel je hirati in bil povsem dehidriran – verjetno kot poskus počasnega samomora, kot da bi hotel vegetirati, kot zmorejo nekateri mikroorganizmi, o katerih je veliko bral. Iz Figueresa se je preselil na grad Pubol, ki ga je kupil za Galo in ki je bil njeno zadnjo domovanje pred njeno smrtjo.
Leta 1984 je izbruhnil požar v njegovi spalnici  iz neznanih razlogov – verjetno spet Dalíjev poskus samomora, lahko pa tudi zaradi malomarnosti njegovega osebja. Ne glede na to se je Dalí rešil in se vrnil v Figueres, kjer je skupina njegovih prijateljev, patronov in somišljenikov – umetnikov poskrbela, da se je udobno namestil v svojem Gledališču – Muzeju do svojih zadnjih let.
Obstajajo domneve, da so Dalíjevi sodelavci prisilili slikarja, da naj bi podpisoval prazna platna, ki so bila kasneje (po njegovi smrti) uporabljena in prodana kot originali. Kot rezultat tega morajo biti prodajalci umetnin še danes vedno pozorni pri prodaji slikarjevih kasnejših del, ki se mu pripisujejo. 
Dalì je umrl 23. januarja 1989 v Figueresu zaradi srčnega zastoja. Pokopan je v kripti njegovega Teatro Museo v Figueresu.

## Simbolika
Dalí je v svojem delu uporabljal zelo specifično simboliko. Za primer se lahko vzamejo stapljajoče se ure iz njegovega dela Vztrajnost spomina, ki sugestirajo na Einsteinovo teorijo relativnosti (čas je relativen in neobstojen). Ideja o urah, ki bi delovale simbolično v tem smislu, se je Dalíju porodila v trenutku, ko je strmel v kos sira Camembert v vročem avgustovskem dnevu.

Slon je prav tako ponavljajoč se element v Dalíjevih delih, in se prvič pojavi leta 1944 v delu Sanje, ki jih je povzročilo letanje čebele okrog granatnega jabolka sekundo pred prebujenjem. Sloni, navdihnjeni po kiparskem okrasu Gian Lorenzo Berninija v bazi nekega kapitela v Rimu, ki prikazuje slona, ki nosi antični obelisk, so prikazani z »dolgimi, tankimi, razvlečenemi, podolgovatimi, skoraj nevidnimi nogami želja«  ter z obeliski na njihovih plečih. Skupaj s prikazom njihovih krhkih in lomljivih nog je njihova obremenitev označena s faličnim prizvokom in daje občutek fantomske realnosti. »Slon je pohabljen v prostoru«, razlaga ena izmed analiz, »njegove tanke nožice so kontrast ideji breztežnosti konstrukcije«. 
 Dalí je o tem povedal: »...Slikam slike, ki povzročijo, da lahko umrem od sreče, ustvarjam z absolutno naravnostjo, brez najmanjšega estetsko omadeževanega upoštevanja, delam stvari, ki me navdihujejo z globoko čustvenostjo in poskušam jih naslikati neomadeževane..«.
Jajce je naslednja stalnica v Dalíjevem stilu. Jajce povezuje s plodom v maternici in skozi to simbolizira upanje in ljubezen; pojavi se v Velikem masturbatorju in Narcisovih metamorfozah. Številne živali se pogosto pojavljajo v njegovih delih: mravlje kot simbol smrti, razpadanja in brezmejnega seksualnega hrepenenja; polž je povezan s človeško glavo (videl je polža na kolesu pred Freudovo hišo, ko je prvič obiskal psihologa Sigmunda Freuda); kobilice pa so simbol izgube in strahu. Njegova obsedenost z mravljami zahteva obsežnejšo razlago. Dalí je kot mlad deček imel za domačega ljubljenčka netopirja. Nekega dne ga je našel mrtvega, prekritega z mravljami. Od tod je razvil očaranje in hkrati strah pred mravljami.

## Presenetljive zunanje podobe
Dalí je bil spreten in prilagodljiv umetnik, ki se ni omejeval samo na slikanje v svojem umetniškem ustvarjanju. Številne od njegovih najpopularnejših stvaritev so skulpture in drugi objekti, prav tako pa je tudi poznan s prispevki v gledališču, modi, fotografiji, oblikovanju in številnih drugih področjih. 
Dve izmed najpopularnejših stvaritev sta Jastog - telefon in Zofa iz ustnic Mae West, ki jo je Dalí dokončal leta 1936 oziroma 1937. Obe stvaritvi je Dalíju naročil njegov škotski patron Edward James, ekscentrik, ki je podedoval ogromno angleško posestvo, ko mu je bilo pet let in je bil eden glavnih podpornikov nadrealistov v 30. letih 20. stoletja. Če upoštevamo najnovejšo navedbo za Jastog telefon v galeriji Tate, lahko rečemo da so (navedba Tate): 
»… jastogi in telefoni pomenili za Dalíja močno seksualno konotacijo« in da je »… s tem potegnil tesno podobnost med hrano in spolnostjo.«  Ta telefon je imel tudi uporabno vrednost in James je od Dalíja kupil še štiri primerke, ki so nadomestili obstoječe telefone v njegovem domovanju. Enega izmed njih danes najdemo v Galeriji Tate, drugega v Nemškem Muzeju telefonov v Frankfurtu, tretji pripada Fundaciji Edvarda Jamesa (Edward James Foundation), četrti pa se nahaja v Avstralski narodni galeriji (National Gallery of Australia).
Lesena zofa, oblečena v atlas, imenovana Zofa iz ustnic Mae West je bila oblikovana po ustnicah igralke Mae West, nad katerimi se je Dalí opazno navduševal . Igralka je bila pred tem že upodobljena leta 1935 v Dalíjevi sliki Obraz Mae West. Zofo iz ustnic Mae West trenutno najdemo v muzeju Brighton and Hove v Združenem kraljestvu.
Med letoma 1941 in 1970 je bil Dalí prav tako odgovoren za oblikovanje prekrasne zbirke nakita, vsega skupaj 39. Ta nakit je oblikovan zelo zakomplicirano in marsikateri kos vključuje dejansko gibljive dele. Najbolj znan kos nosi ime Kraljevsko srce. Ta poseben kos nakita je spretno oblikovano zlato in obloženeno s skorjo 46 rubinov, 42 diamantov in štirih smaragdov. Ta pozornosti vreden košček umetnosti je obsijan z dejstvom, da je center »utripa« kot pravo srce in nas že pogled na nakit približa dokaj blizu realnega doživljanja. Dalí sam je komentiral: »Brez občinstva, brez navzočnosti opazovalcev, ta nakit ne bi dosegel namena, za katerega je bil ustvarjen. Torej je opazovalec končni umetnik.« ( Dali, 1959.). Zbirko: The Dalí - Joies ( Dalíjev nakit) lahko vidimo v njegovem Teatro Museo v Figueresu, v Kataloniji v Španiji, kjer je predmet stalne razstave.
V gledališki umetnosti je Dalí poznan kot konstruktor scene za romantično igro Federica Garcíe Lorca leta 1927 z naslovom »Mariana Pineda«, za »Bacchanale« (1939), baletu osnovanem in opremljenim z glasbo Richarda Wagnerja iz opere Tannhäuser iz leta 1845, pa je Dalí pripravil oboje, celotno oblikovanje in besedilo iz opere.
Bacchanalu je sledil dizajn za Labyrinth leta 1941 and Trikrajni klobuk leta 1949.
Dalí se je prav tako posvetil področju filmskega ustvarjanja, najbolj opazno pri igri pomembnejših likov v filmu Un Chien Andalou, 17-minutnem francoskem art filmu, kjer sta sodelovala z Luisom Buñuelom, ki je najbolj poznan po njegovi grafični uverturi, kjer se prereže zrklo človeškega očesa z britvijo, ki jo »brivec« prej dobro nabrusi (vlogo odigra Buñuel). Drugo Dalíjevo mojstrsko filmsko delo je risanka Destino v produkciji Disneya; sicer trajajoča samo 6 minut; in vključuje prizore, podobne sanjam, kjer čudne kreature, ki letijo in hodijo naokrog. Dalí je prav tako oblikoval prizor s sanjami v filmu Spellbound Alfreda Hitchcocka leta 1945, ki globoko posega v teme iz psihoanalize.
Dalí je prav tako oblikoval številne izdelke v svetu mode in v fotografiji. V modi je dobro poznano njegovo sodelovanje z italijansko modno oblikovalko Elso Schiaparelli, kjer je Schiaparellijeva Dalíja najela za oblikovanje bele obleke, na katero je bil odtisnjena podoba jastoga. Prav tako je Dalí zanjo oblikoval številne druge artikle, med njimi tudi klobuk v obliki čevlja (salonarja) in pas v roza barvi s spono v obliki ustnic. Prav tako se je tudi vključil v oblikovanje tekstilij in oblačin ina stekleničk za parfume. S Christienom Diorjem je leta 1950 oblikoval poseben »kostum za leto 2045.« 
Fotografska imena, s katerimi je sodeloval, vključujejo Mana Raya, Brassaïa, Cecila Beatona in Philippeja Halsmana. 
S fotografoma Manom Rayem in Brassaïjem, je Dalí fotografiral naravo, kajti z drugimi je raziskoval vrsto mračnih predmetov, sem se štejejo tudi Halsmanove fotografije iz serije Dalí Atomica (1948) ter podobne; inspirirane s slikarjevo sliko Leda Atomica in podobnimi; kjer v eni izmed fotografij prikazuje »slikarsko stojalo, tri mačke, čeber, iz katerega izteka voda ter Dalíja samega, lebdečega v zraku..« 
Povezave Dalíja v kontekstu z znanostjo se nahajajo v okviru njegovega navdušenja nad naraščajočim vzorcem, ki spremlja rojstvo kvantne mehanike v 20. stoletju. Inspiriran s t. i. spremenljivim načelom Wernerja Heisenberga, je leta 1958 zapisal v svojem »Antimaterijskem manifestu«: »V nadrealističnem obdobju sem želel ustvariti ikonografijo notranjega sveta in sveta čudes mojega očeta Freuda. Danes je zunanji svet in vsa ta fizika prerasla eno od psihologij. Moj oče je danes Dr. Heisenberg.«  
V tem oziru je Razgradnja vztrajnosti spomina, dokončana leta 1954, pogled nazaj na sliko Vztrajnost spomina in prikaz te slike kot fragmentirane in razkrajajoče se, kar povzema Dalíjevo navduševanje nad novo znanostjo.
Njegovi arhitekturni dosežki, vključujoč njegovo hišo v Port Lligatu poleg Cadaquésa kot tudi nadrealistični paviljon z naslovom Venerine sanje leta 1939 na razstavi World's Fair, vedno v notranjosti vsebujejo neštete nenavadne skulpture in statue. Njegovo literarno delo obsega Skrivno življenje Salvadorja Dalíja (1942), Dnevnik genija (1952 in druga izdaja 1963), Oui: Paranoično-kritična revolucija (1927; 1933). Umetnik je prav tako intenzivno delal v grafiki in ustvaril številne jedkanice in litografije. Ker so njegova zgodnja grafična dela enakovredna po kvaliteti njegovim najpomembnejšim slikam iz let, ko je bil starejši, bi lahko slikar prodal pravice za reprodukcijo le-teh, brez da bi bil sam vpleten v to. Za nameček je bilo v 80. in 90. letih izdano večje število nezakonitih ponaredkov, kar je nadalje precej zmedlo trg s slikarjevimi grafikami.

## Politika in osebnost
Politika je v življenju Salvadorja Dalíja igrala pomembno vlogo v njegovem umetniškem pojavljanju v javnosti. Včasih je bil prikazan kot podpornik totalitarnega Franca. André Breton, voditelj nadrealističnega gibanja, je z velikim trudom hotel izločiti njegovo ime iz nadrealističnega gibanja. Realnost je bila najverjetneje malo bolj kompleksna; ne glede na to pa slikar nikakor ni bil antisemit, saj je prijateljeval tudi npr. z znanim arhitektom in oblikovalcem Paulom Lászlóm, ki je bil Žid.  Prav tako je izražal globoko spoštovanje do Freuda (s katerim se je tudi srečal), in Einsteina, ki sta bila oba žida, kot se lahko prepričamo iz njegovih zapisov. V njegovem kritičnem pregledu Dalíjeve avtobiografije Secret Life, je George Orwell zapisal: »Nasploh pa je treba sočasno upoštevati dve dejstvi; da je bil Dalí hkrati glavna dobra figura in ogabno bitje.«  To je dostikrat napačno razumljeno, verjetno pa vzrok izhaja iz Dalíjevega premišljenega provokativnega zaničevanja komunistične ideje enakosti vseh stanov in dejstva, da je portretiral Hilerja več kot samo enkrat. Kakorkoli, ker je občasno tudi izjavil kakšno natančno ter zbadljivo kritiko na Hitlerjev račun, je bilo zanj nemogoče, da bi bil podpiran s strani človeka, »ki je takoj opravil s histeriki«, kakršen je bil Dalí.
V svoji mladosti se je Dalí spogledoval z obojim, anarhizmom in komunizmom. Njegovi zapisi, v katerih  opisuje številne anekdote o oblikovanju radikalnih političnih trditev, so namenjeni bolj za šokiranje poslušalcev, kot pa spremljani s kakim globljim prepričanjem, ki bi spremljalo takratno Dalíjevo vdanost dadaističnemu gibanju. Ko je postal starejši, so se njegova politična prepričanja spremenila, še posebno, ko se je nadrealistično gibanje preoblikovalo pod vodstvom trockista Andreja Bretona, ki je takoj zaslišal Dalíja o njegovem političnem prepričanju. V knjigi, izdani leta 1970 z naslovom Dali o Daliju, je Dalí sebe označil kot anarhista in monarhista in s tem dal velik vzpon teoriji anarho-monarhizma.
Ker je leta 1942 v New Yorku javno označil svojega kolega, nadrealističnega filmarja Luisa Buñuela, da je ateist, je bil le-ta odpuščen s svojega mesta v Muzeju moderne umetnosti (MOMA) in je kasneje celo pristal na črni listi ameriške filmske industrije.
Ko se je razplamtela španska državljanska vojna, je Dalí od nje zbežal in se ni priključil nobeni skupini. Prav tako pa ga po 2. svetovni vojni George Orwell kritizira, da se je "izmaknil spretno kakor podgana takoj, ko je Francija postala ogrožena" ker je tam Dalí užival nekaj let: "Ko se je evropska vojna približana je imel samo eno namero: kako najti prostor, kjer je doma dobra kuhinja in od koder lahko švistne drugam kot puščica, če bi se nevarnost preveč približala." Po njegovem povratku v Katalonijo po vojni, se je Dalí približal Francovemu režimu. Nekatere izmed njegovih izjav so podpirale Francov režim, čestital je Francu za njegove posege, s katerimi se je namenil "očistiti Španijo škodljivih vplivov". Dalí, ki je bil katolik, je predvsem kritično gledal na komuniste in anarhiste, ki so v času rdečega terorja med špansko državljansko vojno pobili okoli 7000 duhovnikov in nun. Dalí je pošiljal telegrame Francu ter ga "rotil naj podpiše smrtne naloge za politične zapornike." Dalí je celo naslikal portret Francove vnukinje. Nemogoče je določiti, ali je bil slikarjev poklon Francu odkritosrčne ali čudaške narave; kajti prav tako je nekoč poslal telegram in rotil Conducătorja, romunskega komunističnega diktatorja Nicolaeja Ceaușescuja, da naj sprejme njegovo željo v znak kraljevske časti. Romunski dnevni časopis Scînteia je novico objavil, ne da bi upošteval posmehlivi ton te geste. Eden od maloštevilnih koščkov, ki so kazali na Dalíjevo javno nepokorščino, je bilo npr. stalno poveličevanje Lorce, celo v letih, ko so bile njegove pesmi prepovedane.
Dalí je bil barvita in impozantna pojava, vedno oblečen v veliko ogrinjalo, opremljen s sprehajalno palico, znan po svojem ošabnem izražanju ter z navzgor obrnjenimi navoskanimi brki, ki so postali znani, ko je izjavil "vsako jutro potem ko vstanem, doživim posebno zadovoljstvo: to zaradi česar sem Salvador Dalí." Pevka Cher in njen takratni mož Sonny Bono, sta bila v mladosti povabljena na zabavo v Dalíjevo drago stanovanje v newyorškem hotelu Plaza in bila pretresena, ko se je Cher pomotoma usedla na nenavadno oblikovan vibrator, ki je ležal na lahkem stolu. Ko je pisal avtograme za oboževalce, je Dalí vedno obdržal njihova pisala.
V intervjuju z novinarjem Mikom Wallacem v njegovem TV šovu Sixty Minutes (Šestdeset minut), je Dalí o sebi ves čas govoril v tretji osebi in na koncu presenečenemu Wallacu zabrusil da je "Dalí nesmrten in ne bo nikoli umrl". Ko se je pojavil v drugi televizijski oddaji z naslovom Tonight Show, je imel s seboj nosorogovo usnje in zavrnil vse, ki so mu ponudili, da bi na sedel na čemerkoli drugem.

## Seznam izbranih del
Dalí je v svoji karieri ustvaril čez 1500 slik. Poleg tega je ustvaril številne knjižne ilustracije, litografije, dizajne in kostume za druga področja, ogromno število risb, načrtov za skulpture in še številne druge projekte, vključno z animirano risanko za Walta Disneya. Spodaj je kronološki pregled pomembnejših in reprezentativnih del in nekaj pomembnejših podatkov, kaj je Dalí ustvaril v posameznih letih:.
V biografiji Carlosa Lozane Seks, nadrealizem, Dalí in jaz, ki jo je izdal v sodelovanju z Cliffordom Thurlowom, avtor predstavi dejstvo, da Dalí nikoli ni prenehal biti nadrealist. Kot je Dalí sam tudi o sebi povedal: »... edina razlika med menoj in nadrealisti je, da sem jaz nadrealist.« Iz te perspektive je treba tudi gledati vse, tudi njegovo podporo Francu ter telegrame, ki jih je pošiljal Ceaușescuju.

### Od začetkov do 1928
- 1910: Pokrajina pri  Figuerasu
- 1925: Ženska ob oknu (domnevno njegova sestra)
- 1927: Kompozicija s tremi figurami (Neo-kubistična akademija) in Med je slajši od krvi (njegovo prvo pomembnejše nadrealistično delo)

### Od 1929 do druge svetovne vojne
- 1929: Un chien andalou (andaluzijski pes), film v sodelovanju z Luisom Buñuelom, Otožna igra, Veliki masturbator, Prvi dnevi pomladi in Oskrunitev množice
- 1930: L'Âge d'Or (Zlata doba) film v sodelovanju z Luisom Buñuelom
- 1931: Vztrajnost spomina  (njegovo najbolj znano delo, vključujoče stapljajoče

se ure), Pozna leta Williama Tella, William Tell in Gradiva
- 1932: Območje privlačnosti, Rojstvo tekočih želja, Anthropomorfni kruh, Pečena jajca na krožniku brez krožnika, Nevidni človek (začeta 1929)- tega leta dokončana (čeprav ne po Dalíjevi lastni odločitvi).
- 1933: Retrospektivna ženska busta (kiparski kolaž v mešani tehniki) in Galin portret z dvema kotletoma jagnjetine uravnoteženima z njenimi rameni, Gala v oknu
- 1934: Prikazen Vermeerja iz Delfta, ki se jo lahko uporabi kot pisalno mizo in Občutek hitrosti
- 1935: Arheologični spomin na Milletovo Avemarijo in Obraz Mae West
- 1936: Jesenski kanibalizem, Jastog-Telefon, Mehka kompozicija s kuhanim fižolom (Slutnja državljanske vojne) in dve deli naslovljeni Morfološki odmev (prvo od obeh pričeto leta 1934)
- 1937: Narcisove preobrazbe, Labodi odsevajo slone, Goreča žirafa, Spanec, Hitlerjeva enigma, Zofa iz ustnic Mae West (oz. Obraz Mae West, ki se lahko uporabi kot stanovanje)
- 1938: Veličasten trenutek, Obraz prikazni in Sadna jed na plaži

### Ameriško obdobje
- 1940: Obraz vojne, Suženjski trg z izginjajočo postavo Voltaira  Arhivirano 2008-03-02 na Wayback Machine.
- 1943: Ameriška poezija in Geopolitični otrok opazuje rojstvo novega človeka
- 1944: Galarina, Sanje, ki jih je povzročil let čebele okrog granatnega jabolka sekundo pred prebujenjem
- 1944–1948: Skriti obrazi, roman
- 1945: Košara s kruhom – Rajši smrt kot sramota, Vodnjak z mlekom, ki teče neuporabno po treh čevljih; to leto je Dalí sodeloval z Alfredom Hitchcockom z idejnim motivom za film Spellbound (Uročen).
- 1946: Skušnjave Svetega Antona
- 1948: »Les Elephants«
- 1949: Leda Atomica, Madona iz Port Lligata  [48]. Dalí se je to leto vrnil v Katalonijo.

### Od povratka v Katalonijo do smrti oz. leta 2003 (posmrtno)
- 1951: Kristus Svetega Janeza na križu, Eksplodirajoča rafaelska glava.
- 1952: Sferska Galateja
- 1954: Corpus Hypercubus Crucifixion, Mlada devica, ki sodomizira z rogovi lastne čistosti in Razgradnja vztrajnosti spomina (začeta 1952).
- 1955: Zadnja večerja, Osamljeni odmev, ovitek plošče (albuma) za Jackie Gleason
- 1956: Hitro premikajoče se tihožitje, Rinoceronte vestido con puntillas
- 1958: Vrtnica
- 1959: Kolumbovo odkritje Amerike. 1960 Dalí prične z delom na načrtih  za Teatro-Museo Gala Salvador Dalí
- 1965: Dalí podari risbo Crucifixion, narisano z gvašem, tušem in svinčnikom na  papirju, zaporu Rikers Island v mestu New York. Slika visi v zaporniški jedilnici od leta 1965 do 1981[49].
- 1967: Lov na tune
- 1969: znak (logo) za Chupa Chups
- 1970: Halucinogenii Toreador, kupljen 1969 (A. Reynolds Morse in Eleanor R. Morse) še preden je bil dokončan [50]
- 1972: La Toile Daligram
- 1976: Gala, opazovajoča Sredozemsko morje
- 1977: Dalíjeva roka riše Vrnitev zlatega runa v obliki oblaka, ki prikazuje Galo popolnoma golo, daleč stran za soncem (stereoskopski par dveh slik)
- 1983: Dalí dokonča svojo zadnjo sliko: Lastovkin rep.
- 2003: Destino, animirana risanka, v originalu sad sodelovanja med Dalíjem in Disneyjem, je končno realizirana. Produkcija za Destino se prične že v letu 1945.

Največjo zbirko Dalíjevih del hrani njegov Teatro Museo v Figueresu, v Kataloniji, Španija, sledi mu Salvador Dalí Museum (Muzej Salvadorja Dalíja) v Sankt Petersburgu na Floridi, ki vključuje tudi zbirko njegovih mecenov, gospoda A. Reynoldsa Morsa in njegove žene Eleanor R. Morse. Ta poseduje okrog 1500 Dalíjevih. Druge posamezne zbirke poseduje tudi Museo Nacional Centro de Arte Reina Sofia (Narodni muzej umetnosti Kraljice Sofije) v Madridu, in Salvador Dalí Gallery (Galerija Salvadorja Dalíja) v Pacific Palisadsu v Kaliforniji. Espace Dalí na Montmartru v Parizu, Francija kot tudi Dalí Universe v Londonu, Združeno kraljestvo, vsebujeta obsežno kolekcijo njegovih risb, skic in skulptur.
Nenavaden postor, kjer se je znašlo Dalíjevo delo, pa je bil zapor na Rikers Islandu v mestu New York; kateremu je slikar daroval risbo Križanja (Crucifixion). Risba je visela v jetniški jedilnici celih 16 let, dokler ni bila premeščena v preddverje zapora zaradi varnosti. Ukradena je bila marca 2003 in je še do danes niso našli.

### Galerije
- Benetke, Palazzo Grassi, pregledna razstava, od 12. septembra 2004 - 16. januarja 2005
- Dali-Gallery.com Arhivirano 2007-06-05 na Wayback Machine. — več kot 1500 visokokvalitetnih slik, risb, akvarelov in ostalih predmetov
- Gallery (uffs.net) Arhivirano 2004-10-10 na Wayback Machine.
- Virtualni Dalí Arhivirano 2006-04-12 na Wayback Machine. — galerija umetniških del Salvadorja Dalíja (prek 100 slik) (uporaba s programom Macromedia Flash)
- Espace Dalí — izredna stalna razstava v Franciji (Muzej in Galerije Dalí lepih umetnosti)

### Biografije in novice
- Dalijeva biografija na straneh Fundacije Gala_Salvador Dali Arhivirano 2006-11-06 na Wayback Machine.
- Biografija in delo Salvadorja Dalíja Arhivirano 2007-05-14 na Wayback Machine. — iz knjižnice Rotten
- Dalíjev nadrealistični močno naperjeni organ edini stisne nosoroga
- MundoArte: Biografija Salvadorja Dalíja Arhivirano 2007-04-02 na Wayback Machine.
- Salvador Dalí: a Genius? (Salvador Dalí: Genij?) — članek iz revije Bohème
- UbuWeb: Salvador Dalí—Intervju in oglasna deska.
- Biografija in slike Salvadorja Dalíja
- Salvador Dalí v arhivih INA — Zbirka intervjujev in filmskih vsebin v francoski televiziji.

### Ostalo
- Galerija slik Salvadorja Dalíja
- Surreal Things. Surrealism and design (Nadrealistični predmeti. Nadrealizem in dizajn), Viktoria & Albert Museum, London, 29. marec - 22. avgust 2007, kustos: Ghislaine Wood. Več tudi na strani: www.vam.ac.uk
- Kratek pregled Dalíjevega ustvarjanja in  njegovih pomembnejših del, razdeljen na obdobja
- Spellbound (film), izsek: Sanje, oblikoval Dalí
- Andaluzijskega psa na straneh LikeTelevision
- Fundacija Gala-Salvador Dalí, stran v angleškem jeziku
- Dalíjev Muzej v Sankt Petersburgu, ZDA
- Spletna trgovina z izdelki Dalíjevseka dizajna, primer nakita, Kratka predstavitvena stran ob izidu knjige: John Zavrel: DALÍ Jewels Joyas Schmuck Bijoux. (Dalíjevi dragulji v omejeni seriji za tiste, ki ljubite kralja nadrealizma). (2007)